# Nkosinathi Sibisi
Nkosinathi Sibisi (Durban, Sudáfrica, 22 de septiembre de 1995) es un futbolista de Sudáfrica que juega en la posición de defensa con el Orlando Pirates de la Premier Soccer League.

## Carrera

### Club
| Periodo   | Club             |
| --------- | ---------------- |
| 2015-2022 | Golden Arrows FC |
| 2022–     | Orlando Pirates  |

### Selección nacional
Debutó con Sudáfrica el 10 de junio de 2021 en un partido amistoso ante Uganda. En 2022 jugó tres partidos internacionales, todos ellos amistosos.
El 10 de febrero de 2024 participó en la Copa Africana de Naciones 2023 donde Sudáfrica finalizó en tercer lugar, jugando en ese partido por el bronce.